# Dumenicu Carlotti
Dumenicu Carlotti (U Petrosu, 1877-1948) fou un sacerdot i escriptor en cors, més conegut pel seu pseudònim Martinu Appinzapalu. Fou amic de Santu Casanova i col·laborà en la revista A Muvra, on publicà bona part de la seva obra.

## Obres
- Canzone nustrale. Trinnichellu (1923)
- Barba Bianca l'Antigone (1924)
- Raconti è fole di l'Isula Persa (1924)
- Manualettu di a parlata corsa (1925)
- Pampame corse (1926)
- Lessicu comparativu corsu-italianu-francese (1924)
- Almanaccu di Grossu Minutu d'Alisgiani (1930)